# Vukanovići
Vukanovići (srbsko Вукановићи, Vukanovići) so bili srbska vladarska dinastija, ki je od začetka 11. stoletja do druge polovice 12. stoletja (1083/1084-1166)  vladala v Raški. Ime dinastije je pogojno oziroma dogovorjeno ime, ki so ga sodobni zgodovinarji izpeljali iz imena prvega pomembnega vladarja iz te dinastije, raškega velikega župana (kneza) Vukana.

## Člani dinastije
Vukanovići so znani samo iz latinskih (Letopis popa Dukljana), ogrskih, beneških in  bizantinskih virov (Ana Komnena, Ivan Kinam, Nikita Honijat). Vsi viri se ukvarjajo predvsem z vojnami med Ogrskim kraljestvom  in Bizantinskim cesarstvom v 11. in 12. stoletju za prevlado nad osrednjim Balkanom. Srbska ozemlja in vladarji so v zapisih omenjeni samo mimogrede. Nekaj verodostojnih podatkov o Vukanovićih se je ohranilo tudi v delih poznih dubrovniških zgodovinarjev Mavra Orbina (umrl 1614) in Jakoba  Lukarevića. Iz tega je razvidno, da je kronologijo vladarjev iz dinastije Vukanović težko natančno določiti. Težave so tudi z ugotavljanjem ureditve države, državne uprave, vojske in Cerkve. 
Vladarji iz dinastije Vukanović so bili:
- Vukan (1083/1084-1112)
- Marko (1083/1084-?)
- Uroš I. Vukanović, (1112- okoli 1145), najverjetneje Markov sin
- Uroš II. Primislav (okoli 1145-1162), najstarejši sin Uroša I.
- Beloš Vukanović, srednji sin Uroša I.
- Desa, najmlajši sin Uroša I.

V dinastijo Vukanović je najverjetneje spadal tudi Zavida, oče velikega kneza Tihomirja in njegovega naslednika Štefana Nemanje, ustanovitelja dinastije Nemanjič.  Nemanjiće se zato lahko šteje za vzporedno mlajšo vejo Vukanovićev.
Rodoslovje hrvaškega avtorja Ivana Šverja  iz leta 1842 navaja rodoslovni niz Nemanjevih predhodnikov: Štefan Nemanja je bil je bil 52. srbski vladar in sin Deše, "velikega srbskega kneza"; Deša (Desa) je bil sin "tarnavskega vladarja" Uroša; Uroš je bil sin "tarnavskega vladarja" Ljubomirja; Ljubomir je bil sin Štefana (?),  "pravoslavnega duhovnika iz bosanska mesta Tuhla" (Tuzla ?).
Od ženskih članov dinastije je podrobneje znana samo Jelena, hčerka Uroša I., ker se je leta 1129 poročila z ogrskim princem in kasnejšim kraljem Bélo II. Slepim. Do polnoletnosti njunega sina Géze II. sta bila on in njen brat Beloš njegova regenta. Beloš je leta 1141 postal palatin ogrskega dvora in s tem kraljev namestnik. Uroš I. je s pomočjo ogrskega in češkega dvora svojo drugo hčerko Marijo poročil s Konradom iz Znojma. Podrobnejši podatki o teh dogodkih in Marijinem življenju niso znani.

## Dedovanje prestola in delitev kneževine
Po Letopisu popa Dukljana je dukljansko kralj Konstantin Bodin leta 1083/1084 osvojil Srbijo in tam postavil na oblast dva kneza (župana), brata Vukana in Marka, ki sta bila dotlej na njegovem dvoru. Po Orbinu je Bodin takrat razdelil Raško na dve župi in ju predal bratoma. Ker se je Vukan kasneje uporno vojskoval z Bizantinci za Ras in zatem še v okolici Skopja in Vranja, je bila njegova kneževina očitno na jugovzhodu Raške. Markovo ozemlje je bilo morda severno od Vukanovega, morda v Mačvi in severovzhodni Bosni. Zgleda, da je imel Vukan vsaj formalno prednost pred svojim bratom, se pravi da je v družini Vukanović pri delitvi ozemlja verjetno veljalo načelo starejšega.
Dedovanje prestola ni potekalo gladko, ker so upoštevali, da je Uroš I. Vukanović kot Vukanov prvorojenec dobil oblast v Raški. V dinastičnih borbah za oblast je ena družinska veja Vukanovićev iskala podporo Vojislavljevićev  in Ogrske, druga pa podporo bizantinskega cesarja. Okoli leta 1123 je bil Uroš I. odstavljen, verjetno s podporo Bizantincev, vendar se je leta 1126/1127 vrnil na oblast, verjetno po zaslugi starega zavezništva z Bodinovim sinom Jurijem. V času Uroševih sinov je odločilno vlogo v določanju vladarja Raške imel bizantinski cesar Manuel I. Komnen (vladal 1143 — 1180).  Cesar je najkasneje leta 1155 zamenjal Deso in na prestol vrnil svojega varovanca Uroša II., ko je Uroš II. postal bizantinski sovražnik, pa je na njegovo mesto postavil Beloša in nato Deso. Ko se je izkazalo, da tudi Desa ni lojalen vladar,  je cesar leta 1165 na prestol pripeljal Zavidovega sina Tihomirja. Tihomir in njegovi bratje so v bojih z Nemanjo dobili izdatno bizantinsko vojaško pomoč, vendar so bili kljub temu poraženi v bitki pri Pantinu na Kosovu.
Kar se delitve županij znotraj same dinastije tiče, je znano samo to, da je Desa kot bizantinski vazal začasno upravljal Dendro, pokrajino v okolici Niša, ki je bila na cesarskem ozemlju. Ko je Tihomir leta 1165 postal raški veliki knez, je vladal v Polimju s središčem v Rasu. V ostalem delu Polimja je vladal njegov brat Miroslav, na ozemlju okoli Zahodne Morave Stracimir, v vzhodnih pokrajinah (Ibar, Toplica in Rasina) pa najmlajši brat Nemanja. Kasneje je cesar Manuel I. Nemanji daroval cesarske sanje, se pravi posesti na ozemlju Bizantinskega cesarstva, v tem primeru župo Dubočica v okolici sedanjega Leskovca.

## Zunanja politika
Vukan je na oblast prišel kot varovanec kralja Konstantina Bodina. Bizantinci so okoli leta 1085 Bodina aretirali, po osvoboditvi pa se je moral za oblast boriti s člani svoje družine. Po pisanju Ane Komnene je borbo proti Bizantincem prevzel Vukan, ki je skoraj redno pustošil cesarsko ozemlje vzhodno od črte Stari Ras - Zvečan - Peć. Veliki knez je leta 1093 požgal najpomembnejšo bizantinsko trdnjavo Lipljan na meji z Raško in se nato umaknil v Zvečan. Pohod cesarja Alekseja I. Komnena v Skopje ga je prisilil k mirovnim pogajanjem, ki so se končala po še enem cesarjevem vojnem pohodu leta 1094, tokrat do Lipljana. Niti v prvem niti v drugem cesarjevem vojnem pohodu ni bilo nobenega vojaškega spopada. Vukan je moral kljub temu osebno obiskati cesarja v Lipljanu, sprejeti stare prisege in prepustiti cesarju dvajset talcem, med njimi udi  svoja sinova Uruša in Štefana Vukana.